# Urząd Krempermarsch
Urząd Krempermarsch (niem. Amt Krempermarsch) - urząd w Niemczech w kraju związkowym Szlezwik-Holsztyn, w powiecie Steinburg. Siedziba urzędu znajduje się w mieście Krempe.
W skład urzędu wchodzi dziesięć gmin:
1. Bahrenfleth
2. Dägeling
3. Elskop
4. Grevenkop
5. Krempe
6. Kremperheide
7. Krempermoor
8. Neuenbrook
9. Rethwisch
10. Süderau